# Fikcija
Fikcija označava stvaranje zasebnog svijeta kroz književnost, film, slikarstvo i druge oblike. Razni oblici fikcija se rabe u brojnim oblicima umjetnosti.
Fikcija predstavlja pričanje priča koje se ne temelje u potpunosti na činjenicama. Bolje rečeno, fikcija je oblik izmišljene pripovijetke, jednog od četiri glavna retorička načina. Iako riječ fikcija potiče iz latinske riječi fictio, "formirati, stvoriti", fiktivni radovi ne trebaju upotpunosti biti nestvarni, te mogu uključivati stvarne ljude, mjesta i događaje. Fikcija može biti pismena ili usmena. Iako svaka fikcija nije nužno potpuna izmišljotina, fikcija se smatra kao oblik umjetnosti i/ili zabave.